# Menda (album)
Menda – piąty album zespołu Apteka nagrany w listopadzie 1994 i wydany na początku 1995. Jest on uznany przez krytyków za szczytowe osiągnięcie grupy. W 2008 ukazała się reedycja na LP (Racing Rock Records) okrojona z kilku utworów w stosunku do oryginalnego wydania, za to z dodanym bonusem w postaci piosenki "Korowód" z repertuaru Marka Grechuty.

## Lista utworów
1. "Mewy" (J. Kodymowski) – 0:42 (tylko na CD)
2. "Diabły" (J. Kodymowski/O. Deriglasoff) – 3:26
3. "Kosmos" (J. Kodymowski) – 3:53
4. "Przypowieść" (J. Kodymowski/O. Deriglasoff) – 3:12
5. "Menda" (J. Kodymowski/O. Deriglasoff) – 3:39
6. "Gdynia nocą" (J. Kodymowski/O. Deriglasoff/J. Stromski)– 4:00
7. "Miłe złego początki" (J. Kodymowski) – 2:15
8. "Generation P." (J. Kodymowski) – 4:47 (tylko na CD)
9. "Psychodeliczny kowboj" (J. Kodymowski) – 2:56
10. "Niezależni" (J. Kodymowski) – 3:07
11. "System" (J. Kodymowski/O. Deriglasoff/J. Stromski) – 0:59
12. "Jestem" (J. Stromski)– 2:08
13. "Synteza" (J. Kodymowski) – 3:40
14. "Chłopcy i dziewczyny" (J. Kodymowski/O. Deriglasoff) – 2:37
15. "Chłopcy i dziewczyny (a capella)" (różni autorzy) – 1:34 (tylko na CD)
16. "Open Mind" (J. Borkowski) – 1:39
17. "Korowód" (L. A. Moczulski/M. Grechuta) – 2:21 (tylko na LP)

## Skład
- Jędrzej Kodymowski  –  wokal, gitara
- Olaf Deriglasoff  –  gitara basowa, wokal
- Jacek Stromski  –  perkusja, wokal
- Jacek Żołądek  –  gitara basowa ("Korowód")
- Grzegorz Puzio  –  perkusja ("Korowód")

Gościnnie:
- Janusz Borkowski – wokal, gitara ("Open Mind")
- Krzysztof Janik – organy Hammonda
- Robet Usewicz – organy Hammonda
- Tomasz Ciechanowski – organy Hammonda ("Generation")
- Marcel Adamowicz – dalszy wokal ("Diabły" i "Przypowieść")

Realizacja:
- Krzysztof Janik – realizacja nagrań
- Robet Usewicz – realizacja nagrań